# 古川洽次
古川 洽次（ふるかわ こうじ、1938年4月26日 - ）は、日本の実業家。三菱商事取締役副社長等を経て、日本郵政グループで、ゆうちょ銀行取締役兼代表執行役会長、郵便局代表取締役会長、日本郵便代表取締役会長を歴任した。

## 人物・経歴
東京で生まれ、太平洋戦争中に母の故郷鹿児島県の現薩摩川内市に疎開した。鹿児島県立甲南高等学校を経て、1962年九州大学法学部法律学科卒業、三菱商事入社、営業会計部配属。1992年取締役広報部長に昇格。1993年取締役人事部長。1995年常務取締役名古屋支店長。1999年取締役副社長。
2004年三菱自動車工業取締役副会長。2005年三菱商事常任顧問。2007年ゆうちょ銀行取締役兼代表執行役会長。2009年から郵便局株式会社代表取締役会長を務め、郵便事業株式会社との合併に尽力、2012年からは合併後の日本郵便株式会社代表取締役会長兼執行役員会長として統合にあたった。2013年日本郵便顧問、三菱商事顧問、九州大学法学部東京同窓会会長。2015年鹿島建設取締役。